# Фъншуй
Фъншуй, също и като фъншуей (китайски традиционен: 風水, опростен: 风水, пинин: fēngshuǐ) е псевдонаучна традиционна практика, произлизаща от Древен Китай, според която се хармонизира енергията Ци, система на естетиката, която се смята, че използва законите на Небето (китайска астрономия) и Земята за подобряване на личния живот с положителна Ци енергия. С фъншуй могат да се избират благоприятни места за живеене или се правят промени, които да подобрят дадено място и с това живота на хората. С помощта на фъншуй може да се избира място за строеж на жилища и на цели селища, може да се планира интериора и екстериора на сградите, може да се определя предназначението на стаите, могат да се решават проблеми на градоустройството и инфраструктурата.
Терминът буквално се превежда „вятър-вода“, което произлиза от израза:
Ци се носи по вятъра и се разпилява, но се запазва, когато срещне вода.
Исторически фъншуй е използван на Изток при строежа на значими сгради, като е потиснат след падането на последната китайска династия Цин и особено по време на културната революция, но днес отново излиза на преден план.

## История на фъншуй
Най-известният учител по фъншуй се е наричал Ян И (на китайски: 杨益), неговата методика търсила дракон там, където той трудно се намира. Той описва важността на диханието на дракона и благотворното му влияние за семейството, което живее в благоденствие. Ан И описва подробно местностите, които оказват влияние на диханието на дракона. Той формулира няколко основни правила и теории, запазени и до днес и признати за фундаментални. Първата му книга излиза под заглавие Хан Лун Дзин (на китайски: 撼龙经) „Изкуството да пробудиш дракона“, втора книга Цин Нан Ао Юй (на китайски: 青囊奥语), трета И Лун Дзин (на китайски: 疑龙经) „Правила за объркване на дракона“ дава подробни съвети за задържане на дракон в скрито място.

## Ци
В древната китайска представа за света основно място заема разбирането за единството между небето, земята и човека. То се проявява чрез различните форми на една първична енергия с всеобхватно действие, наричана от китайците Ци (или Чи – на Уейд-Джайлс), от индийците – Прана, от японците – Ки. 
Ци се проявява чрез триизмерните материални форми в четирите им агрегатни състояния и тяхната непрекъсната промяна, видоизменяне и преход от едно в друго.
Ци се проявява чрез различните полета и сили – гравитационни, ядрени, електромагнитни, торсионни, темпорални и биополета, както и чрез прехода им от едно в друго.
Ци създава и пренася живота в различните му форми.
Една древна поговорка гласи: „Човек може да преживее 30 дни без храна, 3 дни без вода, 3 минути без въздух, но и миг не може да преживее без Ци“.
Във Фъншуй се работи с пет вида енергийни състояния на Ци, проявяващи се по различен начин и в различно време - предимно в школата на Летящите звезди Сан Юан:
1. Шън Ци (Sheng Qi) е животворяща енергия, която води до разцвет и просперитет в бъдещето, тя най-добре се асоциира със звездата на следващия 20-годишен период след настоящия – в школата на Летящите звезди Сан Юан. За сегашния осми период носител на Шън Ци е звезда 9, а също и звезда 1, но в по-малка степен, тъй като е следващата след 9;
2. Уан Ци (Wang Qi) е най-силната добра енергия в сегашното време, тя най-добре се асоциира със звездата на настоящия 20-годишен период – звезда 8. Уан Ци се генерира и когато творец или изпълнител доставя положителни емоции на публиката със своето изкуство. Често срещано е обединяването на Уан и Шън Ци при описване на положителните
енергии с общото име Ци или Шън Ци;
3. Туей Ци  (Tui Qi) е отслабналата енергия на отминалото време. За сегашния осми период носители на Туей Ци са звезди 6 и 7.
4. Съ Ци (Si Qi) е застояла, умираща енергия, тя най-добре се асоциира със звездите на по-отдавна отминалите 20-годишни периоди. За сегашния осми период носители на Съ Ци са звезди 4 и 5. Съ Ци се излъчва от неподвижната вода в блато или във ваза с увехнали цветя;
5. Ша Ци (Sha Qi) е убийствена енергия, която има различни проявления, включително и въздействаща от физическите форми на телата. Понякога е наричана „отровни стрели“. Ша Ци се създава и от физическите форми, особено от праволинейни заострени предмети, чието въздействие е пропорционално на разстоянието до анализирания обект. Във физически аспект Ша Ци създават и разрушителните природни сили, например мощните електромагнитни полета или буйната планинска река. За сегашния осми период носител на Ша Ци са звезди 2 и 3.
Петте вида Ци не се асоциират с Петте елемента, защото У Син е друга енергийна концепция.
В древното търсене на пътя към хармонията китайците са установили, че съзидателната компонента на енергията – Шън Ци, се създава, задържа и натрупва на местата, където е най-благоприятното място за живот. Откриването на тези места е задачата на фъншуй.
Едновременно с това трябва да се следи за движението и действието на разрушителната компонента на енергията – Ша Ци, която във всемирен мащаб е в хармония със своята противоположност според принципа Ин-Ян. Локалните промени на двете противоположни проявления на Ци не променят общия им баланс.

## Равновесие
Фъншуй отдава голямо значение на ориентираността на местата. Специалистите по Фън Шуй традиционно използват сложен компас, в който всяка посока дава специфична информация за пространството по съответната методика на избрания кръг. Днес, в ХХІ век, същата работа върши и точен туристически компас. На обектите от ландшафта или от интериора се прави оценка съобразно избрана методика, според препоръките на някоя класическа или съвременна школа, както и комбинирано. Приоритетно се спазват правилата от Школата на формата (най-старата): привличане и запазване на положителната енергия Шън Ци; баланс между Ин и Ян; наличие на Четирите защитника – Черна костенурка, Червен феникс, Зелен дракон и Бял тигър. Препоръките на компасните школи, възникнали около 2000 години по-късно, включително и принципа за баланса между Петте елемента по съзидателния цикъл, са второстепенни.

## И Дзин и фъншуй
Общото между фъншуй и Книгата на промените, са осемте триграми, измислени от легендарния Фу Си.
В И Дзин един от разделите е „Обяснение на знаците Гуа“, които съдържат основни познания за Осемте триграми (Ба Гуа).
Комбинацията от две триграми, сложени непосредствено една върху друга, се нарича хексаграма. От комбинирането на осем триграми се получават 64 хексаграми, които са основата на И Дзин. Това е направено от владетеля Джоу Уън, уан (цар) на царство Джоу (1099 – 1050 г. пр. Хр.) – родоначалникът на династия Джоу, който написал и първите обяснения към тях. Вторият му син – Джоу Гун Дан, написал обясненията към отделните черти на хексаграмите, а коментари към тях е писал и Конфуций шест века по-късно. Общоприето е, че И Дзин е колективен труд на тези четири изтъкнати личности от древната китайската история.
Тъй като триграмите са едно от основните понятия във Фън Шуй, исторически погледнато, учението е възникнало над 1500 години преди написването на И Дзин. Редица автори на популярна литература по фъншуй, някои от тях – даоисти, не отчитат тази времева разлика.
Днес с хексаграми се работи във фъншуй школата Сюан Кун Да Гуа, която е в основната си част прогностична, но има и методика за оценка на пространството. Първото издание на И Дзин на български език е отпечатано в 1994 г. в Държавната печатница в Санкт Петербург.

## Подредба за дома според фъншуй
Усещането за баланс е изключително важно според концепцията на фъншуй. То благоприятства спокойствието на духа, хармонията в отношенията с любимите хора и чувството на сигурност. Поради това е важно от двете страни на леглото да има достатъчно пространство, особено ако го делите с партньор. Обзавеждането с мебели и предмети, които вървят в комплект, като например нощни лампи, декоративни възглавници или шкафчета, се счита за подходяща практика.
Според древнокитайската традиция, всички предмети, които не са свързани с почивка (като например електроника, екипировка за пътуване и гимнастически уреди), нямат място в спалнята. За неблагоприятно се счита и да складираме стари вещи под леглото, защото това задейства натрупването на отрицателна енергия у спящия. Спалнята трябва да бъде поддържана чиста и необременена от излишни вещи, тъй като според фън шуй, енергийният поток се нуждае от пространство, за да преминава/циркулира свободно и безпроблемно през дома и живота ни.